# 1 나이트 인 파리
1 나이트 인 파리(1 Night in Paris)는 2004년에 발매된 섹스 테이프이다. 패리스 힐튼과 당시 남자 친구였던 릭 살로몬이 출연하였고, 살로몬에 의해 촬영되었다. 이 영상은 2000년에 라스베이거스에서 촬영되었다. 촬영지가 된 호텔은 벨라지오 라스베이거스이다.